# 대구삼영초등학교
대구삼영초등학교는 대한민국 대구광역시 북구 사수동에 있는 공립 초등학교이다.

## 연혁
- 1951년 11월 25일 : 대구달성국민학교 노곡 분교장 개교
- 1953년 5월 30일 : 대구노곡국민학교 개교
- 1993년 12월 18일 상대, 암석원 설치
- 1996년 3월 1일 : '대구삼영초등학교'로 교명변경
- 2015년 2월 17일 : 제59회 졸업식(총 졸업생 16,443명)
- 2015년 9월 1일 : 임시휴교
- 2018년 3월 1일 : 사수동으로 이전 재개교
- 2019년 2월 1일 : 제60회 졸업식(총 졸업생 16,459명)
- 2023년 2월 10일 : 제64회 졸업식(총 졸업생 16,637명)